# Sigismund Wedell-Wedellsborg
Sigismund Joachim Godske baron Wedell-Wedellsborg (21. september 1909 på Frederiksberg – 11. august 1971 i Faaborg) var en dansk officer og modstandsmand.
Han var søn af oberst, kammerherre, baron Vilhelm Wedell-Wedellsborg og hustru Louise f. baronesse Wedell-Wedellsborg, blev student 1927, premierløjtnant 1931, kaptajnløjtnant 1937 og kaptajn 1942. Wedell-Wedellsborg var tjenstgørende ved Geodætisk Institut 1941-45 og 1947-49. Han tilhørte under Danmarks besættelse en militærgruppe under Den lille Generalstab og var medlem af amtsledelsen i Sorø.
Efter krigen blev han oberstløjtnant og chef for 17. bataljon 1950, chef for 11/4 regiment 1951, for Hjemmeværnets befalingsmandsskole 1952, for 11/5 regiment 1956 og oberst og stedfortrædende regionschef ved region IV samme år. Han var kammerjunker, Ridder af Dannebrog og bar en række udenlandske ordener.
Han blev gift 19. april 1938 med Yvonne Styrmer (15. juni 1913 på Frederiksberg – 28. januar 1988 i København), datter af oberstløjtnant Hother Styrmer og hustru Valborg f. Larsen. Parret fik to børn, baron Henrik Vilhelm (født 1940) og baronesse Marie-Louise Wedell-Wedellsborg (født 1943).